# We media
We media – jedna z form dziennikarstwa cyfrowego, mająca związek z dziennikarstwem obywatelskim, która polega na przekazywaniu informacji oraz zabieraniu głosu w rozmaitych kwestiach przez osoby, które nie muszą mieć wykształcenia dziennikarskiego. Reprezentują różne społeczności i grupy interesów, wyrażają poglądy dotyczące bieżących spraw politycznych i społecznych, dzielą się wiedzą z różnych dziedzin, opowiadają o swoich doświadczeniach. Do realizacji tych celów wykorzystują platformy takie jak np. Instagram czy Tik Tok.

## Tło historyczne
We media to odpowiedź na narastającą komercjalizację mediów w Stanach Zjednoczonych. Dominacja sieci i dużych przedsiębiorstw w przestrzeni medialnej od lat 60. XX wieku (np. General Electric) doprowadziła do tego, że aby przyciągnąć odbiorcę, skupiano się głównie na informowaniu o przemocy, przestępstwach lub rozrywce. Według Dana Gillmora monopolizacja rynku tradycyjnych mediów i uzależnienie go od reklamodawców wywołało negatywne nastroje społeczne. Obywatele nie chcieli już otrzymywać jednostronnych komunikatów, na których kształt nie mieli wpływu. Rozwój technologii i pojawienie się ARPANET-u, prekursora Internetu, oraz dostęp do narzędzi takich jak e-maile, blogi, edytory tekstu, a w późniejszym czasie także media społecznościowe, ułatwiły ludziom rozpowszechnianie informacji i nowinek w sposób, jaki sami wybrali.

## Pierwsze wzmianki w literaturze
W 2003 roku Shayne Bowman i Chris Willis opublikowali We media: how audiences are shaping the future of news and information. Raport badawczy napisany pod nadzorem The Media Center, oddziału Amerykańskiego Instytutu Prasowego (ang. American Press Institute) w całości poświęcony jest tematyce we media. Jako pierwszy zagadnienie we media omówił jednak w 2002 roku Dan Gillmor we wpisie na swoim blogu. Autor stwierdził, że czytelnicy mogą niekiedy wiedzieć więcej na jakiś temat niż dziennikarze. Uznał to za szansę, pozwalającą na prowadzenie konwersacji korzystnej dla obu stron, które mogą wymieniać się informacjami. Konwersację tę umożliwiają według Gillmora technologiczne narzędzia komunikacyjne, takie jak blogi i serwisy internetowe.

## Krytyka podejścia
W 2009 roku Alexandr G. Asmolov i Gregory A. Asmolov opublikowali artykuł From We-Media to I-Media: Identity Transformations in the Virtual World, w którym opisują przemiany tożsamościowe w świecie wirtualnym, mające ich zdaniem wpływ na transformację podejścia we media w kierunku I media. Na przykładzie funkcjonowania blogosfery autorzy stwierdzają, że wspólną cechą wszystkich blogów jest indywidualność osób je prowadzących. I media zapoczątkowały dziennikarstwo pamiętnikarskie (ang. diary journalism), w którym ważniejszy od samej informacji jest punkt widzenia osoby relacjonującej wydarzenia.